# Emmanuel Mayuka
Emmanuel Mayuka est un footballeur international zambien né le 21 novembre 1990 à Kabwe. Il joue au poste d'avant-centre aux NAPSA Stars.

## Biographie
Sa première sélection avec la Zambie a eu lieu en 2007. Il a participé à la Coupe d'Afrique des nations 2008 puis à la Coupe d'Afrique des nations 2010 et la Coupe d'Afrique des nations 2012 avec l'équipe de Zambie.
Il remporta son premier titre continental en 2012 lors de la Coupe d'Afrique des nations 2012 avec l'équipe de Zambie et finissant meilleur buteur avec trois buts (contre le Sénégal, la Guinée Équatoriale et le Ghana) et une passe décisive. C'est cette passe qui lui offrit le soulier d'or.
À la suite de ses performances durant la Coupe d'Afrique des nations 2012, il est contacté par de nombreux clubs dont Southampton, qui le recrute en août 2012.
En septembre 2013, lors du dernier jour du mercato il est prêté un an au FC Sochaux-Montbéliard qui évolue en Ligue 1.
Le 31 août 2015, il s'engage pour trois saisons avec le FC Metz et marque son premier but, synonyme de victoire, le soir de sa première apparition à Laval (0-1).
Six mois plus tard, il s'engage avec le club égyptien du Zamalek.

## Palmarès

### En club
- Maccabi Tel-Aviv
  - Vainqueur de la Coupe de la Ligue d'Israël en 2009 (en)

- Zamalek SC
  - Vainqueur de la Coupe d'Égypte en 2016 (en)

### En sélection nationale
- Équipe de Zambie
  - Vainqueur de la Coupe d'Afrique des nations en 2012
  - Finaliste de la Coupe COSAFA en 2007

### Distinctions personnelles
- Co-Meilleur buteur de la CAN 2012 (3 buts)

## Statistiques

### Statistiques en club
| Saison                | Club                  | Championnat           | Championnat | Championnat | Coupe nationale | Coupe nationale | Coupe de la Ligue | Coupe de la Ligue | Compétition(s) continentale(s) | Compétition(s) continentale(s) | Compétition(s) continentale(s) | Sélection              | Sélection | Sélection | Total | Total |
| Saison                | Club                  | Division              | M.          | B.          | M.              | B.              | M.                | B.                | Comp.                          | M.                             | B.                             | Équipe                 | M.        | B.        | M.    | B.    |
| 2006                  | Kabwe Warriors        | Super League          | 1           | 0           | -               | -               | -                 | -                 | -                              | -                              | -                              | -                      | -         | -         | 1     | 0     |
| 2007                  | Kabwe Warriors        | Super League          | 16          | 4           | -               | -               | -                 | -                 | -                              | -                              | -                              | Zambie - 20 ans Zambie | 4 1       | 0 1       | 21    | 5     |
| 2008                  | Kabwe Warriors        | Super League          | 9           | 3           | -               | -               | -                 | -                 | -                              | -                              | -                              | Zambie                 | 4         | 0         | 13    | 3     |
| 2008-2009             | Maccabi Tel-Aviv      | Premier League        | 12          | 1           | 1               | 0               | 6                 | 1                 | -                              | -                              | -                              | Zambie                 | 2         | 0         | 21    | 2     |
| 2009-2010             | Maccabi Tel-Aviv      | Premier League        | 29          | 7           | 2               | 2               | 7                 | 4                 | -                              | -                              | -                              | Zambie                 | 5         | 0         | 43    | 13    |
| 2010-2011             | BSC Young Boys        | Super League          | 27          | 9           | 4               | 4               | -                 | -                 | C1+C3                          | 1+7                            | 0+3                            | Zambie                 | 4         | 2         | 43    | 18    |
| 2011-2012             | BSC Young Boys        | Super League          | 28          | 9           | 3               | 3               | -                 | -                 | C3                             | 2                              | 1                              | Zambie                 | 11        | 4         | 44    | 17    |
| 2012-2013             | BSC Young Boys        | Super League          | 7           | 2           | -               | -               | -                 | -                 | -                              | -                              | -                              | Zambie                 | -         | -         | 7     | 2     |
| Total sur la carrière | Total sur la carrière | Total sur la carrière | 129         | 35          | 10              | 9               | 13                | 5                 | -                              | 10                             | 4                              | -                      | 45        | 10        | 207   | 63    |

### Buts en sélection
| Buts (12) en sélection d'Emmanuel Mayuka | Buts (12) en sélection d'Emmanuel Mayuka | Buts (12) en sélection d'Emmanuel Mayuka                           | Buts (12) en sélection d'Emmanuel Mayuka | Buts (12) en sélection d'Emmanuel Mayuka | Buts (12) en sélection d'Emmanuel Mayuka | Buts (12) en sélection d'Emmanuel Mayuka |
|                                          | Date                                     | Lieu                                                               | Adversaire                               | Score                                    | Résultat                                 | Compétition                              |
| ---------------------------------------- | ---------------------------------------- | ------------------------------------------------------------------ | ---------------------------------------- | ---------------------------------------- | ---------------------------------------- | ---------------------------------------- |
| 1.                                       | 29 septembre 2007                        | Lucas Masterpieces Moripe Stadium, Atteridgeville (Afrique du Sud) | Mozambique                               | 2-0                                      | 3-0                                      | Coupe COSAFA 2007                        |
| 2.                                       | 22 mai 2008                              | Stade du 11 Juin, Tripoli (Libye)                                  | Liban                                    | 1-0                                      | 2-2                                      | Amical                                   |
| 3.                                       | 3 août 2008                              | Stade Thulamahashe, Bushbuckridge (Afrique du Sud)                 | Madagascar                               | 1-0                                      | 2-0                                      | Coupe COSAFA 2008                        |
| 4.                                       | 5 septembre 2010                         | Konkola Stadium, Chililabombwe (Zambie)                            | Comores                                  | 4-0                                      | 4-0                                      | Qualifications CAN 2012                  |
| 5.                                       | 27 mars 2011                             | Estádio da Machava, Maputo (Mozambique)                            | Mozambique                               | 0-2                                      | 0-2                                      | Qualifications CAN 2012                  |
| 6.                                       | 4 septembre 2011                         | Stade international Saïd Mohamed Cheikh, Mitsamiouli (Comores)     | Comores                                  | 1-2                                      | 1-2                                      | Qualifications CAN 2012                  |
| 7.                                       | 21 janvier 2011                          | Stade de Bata, Bata (Guinée équatoriale)                           | Sénégal                                  | 0-1                                      | 1-2                                      | CAN 2012                                 |
| 8.                                       | 25 janvier 2011                          | Stade de Bata, Bata (Guinée équatoriale)                           | Libye                                    | 1-0                                      | 2-2                                      | CAN 2012                                 |
| 9.                                       | 8 février 2012                           | Stade de Bata, Bata (Guinée équatoriale)                           | Ghana                                    | 1-0                                      | 1-0                                      | CAN 2012                                 |
| 10.                                      | 15 août 2012                             | Stade de la Coupe du monde de Séoul, Séoul (Corée du Sud)          | Corée du Sud                             | 1-1                                      | 2-1                                      | Amical                                   |
| 11.                                      | 15 octobre 2014                          | Stade Levy Mwanawasa, Ndola (Zambie)                               | Niger                                    | 2-1                                      | 3-0                                      | Qualifications CAN 2015                  |
| 12.                                      | 22 janvier 2015                          | Nuevo Estadio de Ebebiyín, Ebebiyín (Guinée équatoriale)           | Tunisie                                  | 1-0                                      | 1-2                                      | CAN 2015                                 |